# Kazimierz Makarczyk
Kazimierz Makarczyk est un joueur d'échecs polonais né le 1er janvier 1901 à Varsovie et mort le 27 mai 1972 à Łódź.

## Biographie

### Études et armée
Kazimierz Makarczyk est le fils de Michael et Sophia Augusta, médaillé et entraîneur d'échecs. 
Peu de temps après avoir obtenu son diplôme d'études secondaires, il est affecté à la section d'organisation, départementaIe du ministère des Affaires militaires, et le 1er septembre 1919, il est nommé au grade de caporal. 
En 1920 , il participe - en tant que volontaire - à la bataille de Varsovie. Dans les années 1919-1922 - avec une pause pour service militaire pendant la guerre polono-soviétique, il étudie à la faculté de droit de l'université de Varsovie. Son mémoire de fin d'études en droit pénal s'intitule « Les droits et obligations des laïcs ». 
Pour des raisons matérielles, il est contraint d'interrompre ses études pendant plusieurs années, puis entreprend des études à la Faculté de philosophie de l'université de Varsovie, sous la direction du professeur Tadeusz Kotarbiński en 1938. Il est l'auteur d'un livre contenant des solutions pionnières dans le domaine des bases de l'informatique, intitulé « Technique de calcul logique ».

### Monde des échecs et guerre

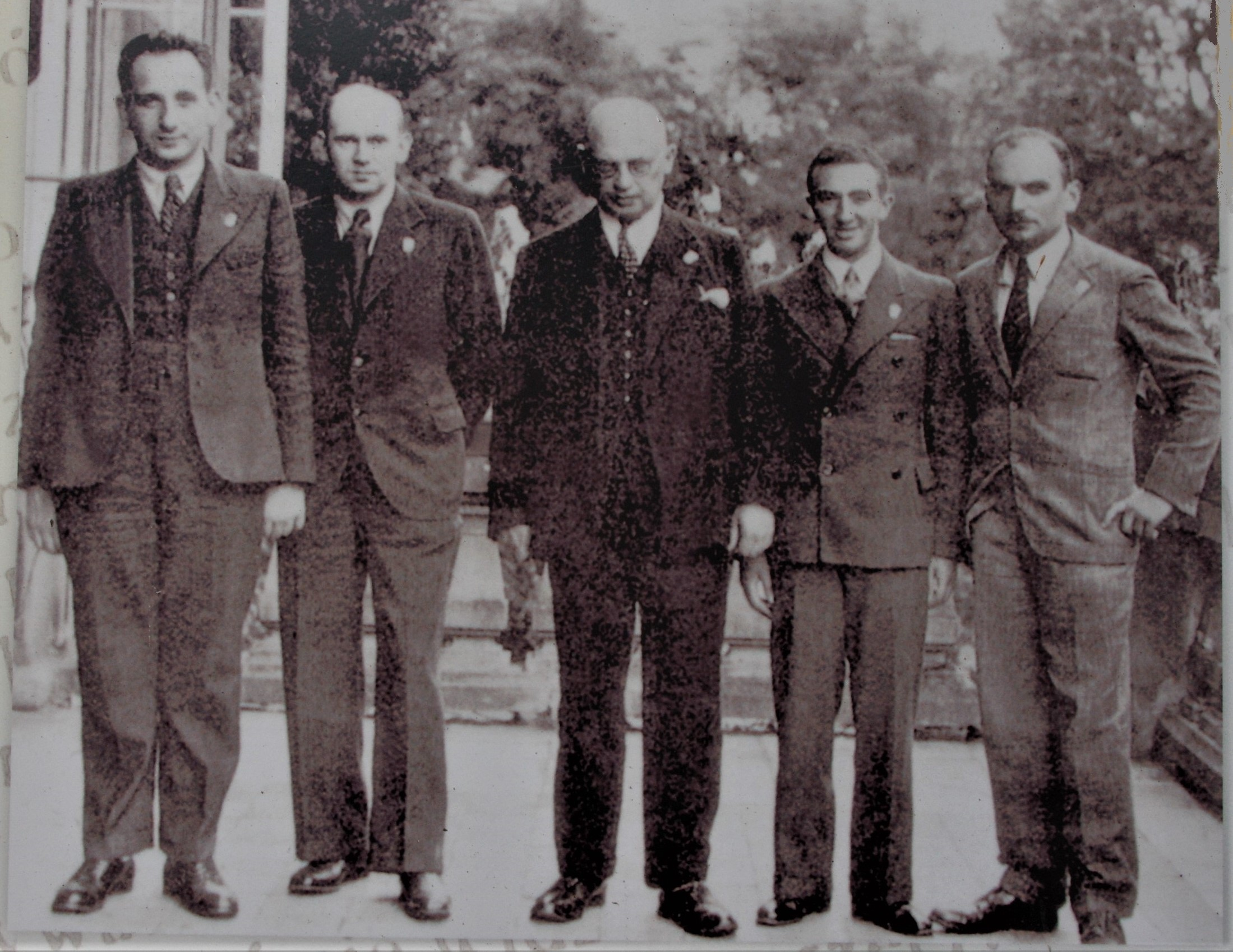
Lors de l'Olympiade d'échecs de 1935, l'équipe nationale polonaise a remporté la troisième place : Paulin Frydman, Henryk Friedman, Saawielly Tartakower, Mendel Mosze Najdorf, Kazimierz Makarczyk, 1935 - Fragment de l'exposition en plein air « Les sports juifs dans la Varsovie d'avant-guerre » Varsovie, 2013.

Kazimierz Makarczyk participe au premier championnat de Pologne individuel en 1926 où il termine à la dixième place. Un an plus tard, il connaît un grand succès, prenant la troisième place du championnat polonais à Łódź, derrière les deux grands maîtres, Akiba Rubinstein et Ksawery Tartakower. À cette époque, le titre de grand maître FIDE n'existe pas encore ; tous deux sont au niveau mondial, et Rubinstein est alors candidat officiel au titre de champion du monde. Makarczyk remporte également un prix financé par le maréchal Piłsudski de 2 000 PLN pour le plus beau jeu joué pendant le tournoi. 

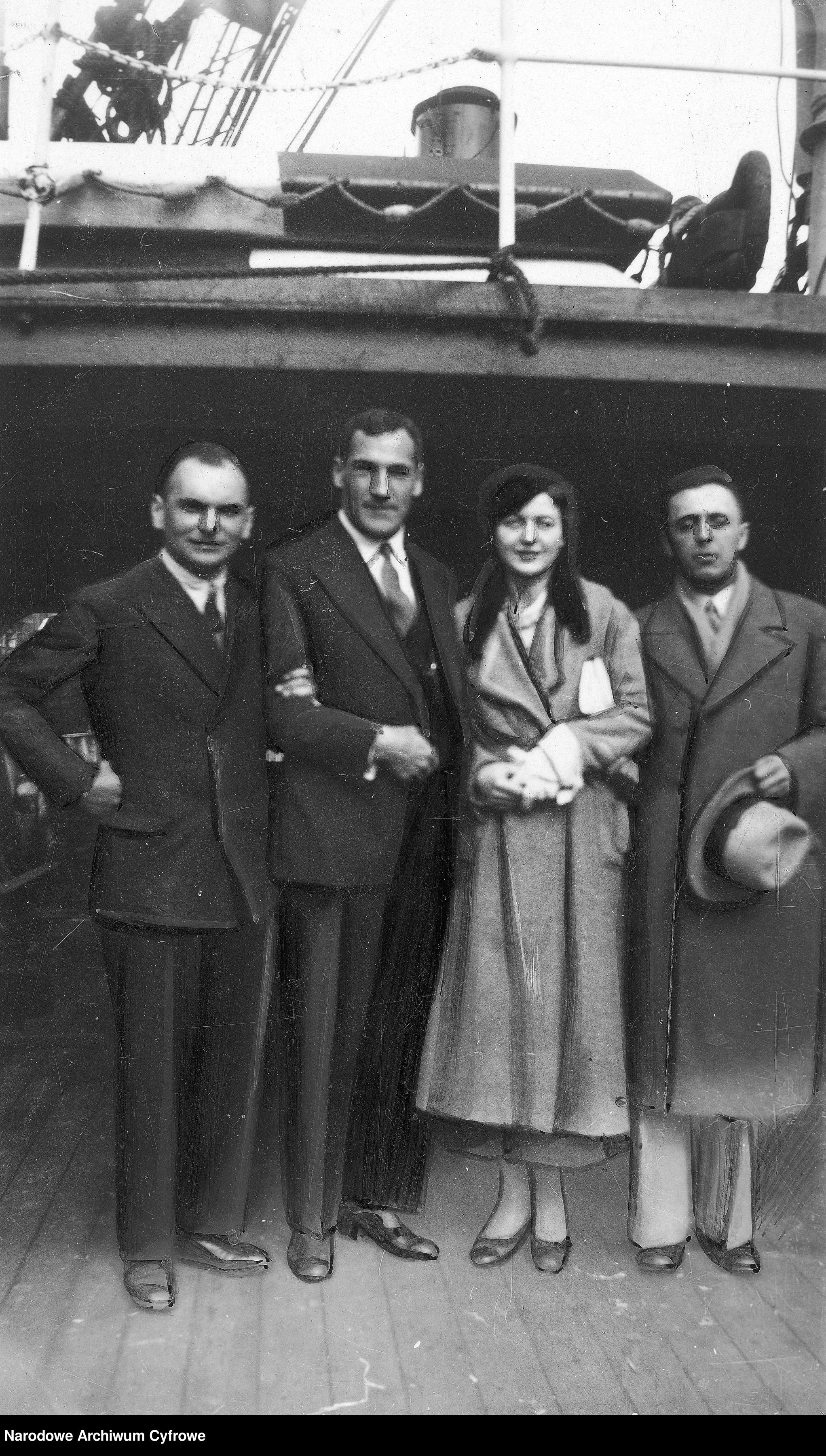
Joueurs d'échecs : Kazimierz Makarczyk, Teodor Regedziński et Izaak Appel et une inconnue, en route pour la 5e Olympiade d'échecs à Folkestone, 1933

En 1928, il est le leader de l'équipe polonaise aux Olympiades d'échecs à La Haye où les Polonais remportent des médailles de bronze. Il défend ses couleurs nationales lors des quatre olympiades suivantes. Au total, au cours de cinq Jeux olympiques, il obtient une médaille d'or, une d'argent et deux de bronze avec l'équipe, joue 68 matchs dans lesquels il marque 40½ points. (59,6 %) . En 1936, il fait partie de l'équipe nationale polonaise aux Olympiades non officiels accompagnant les Jeux olympiques de Berlin. L'équipe polonaise prend la deuxième place, derrière les Hongrois.
Pendant la Seconde Guerre mondiale, Kazimierz Makarczyk est interné sur le front de l'Est en septembre 1939, d'où il parvient à s'échapper. Immédiatement après son retour, il tente d'intercéder auprès d'un haut fonctionnaire du gouvernement général, un joueur d'échecs par ailleurs exceptionnel, le grand maître Jefim Bogolubov, pour le représentant du joueur d'échecs polonais d'origine juive Dawid Przepiórka, arrêté au début de la guerre, mais cette intervention s'avère inefficace. 
Kazimierz Makarczyk participe à l'insurrection de Varsovie en 1944 dans le bataillon "Kiliński", et après sa chute, il est prisonnier au stalag de Mühlberg. Dans le tournoi international d'échecs joué dans ce camp, l'équipe polonaise dirigée par lui prend la deuxième place.
Après la guerre, Makarczyk déménage à Łódź. Dans les années 1945-1949, il est professeur assistant au département de logique de l'université de Lodz dirigée par le professeur Tadeusz Kotarbiński. 
Makarczyk est l'un des rares maîtres d'avant-guerre à poursuivre sa carrière d'échecs dans le pays. Dans les années 1946-1954, il participe à toutes les finales du championnat polonais. En 1948 à Cracovie, il remporte le titre de champion de Pologne devant Stanisław Gawlikowski et Bogdan Śliwa. En 1950, il établit un record polonais en jeu simultané sur 55 échiquiers, et la Fédération internationale des échecs (FIDE) lui décerne le premier titre de maître international.
En 1952, il partage la première place avec Śliwa lors de la finale du tournoi de championnat. Cependant, il perd contre son rival 2-4 en play-off direct de six parties. Dans le tournoi "Express Wieczorny" qui est le championnat polonais non officiel de blitz, il remporte la première place. Cette même année, il connaît l'une des plus grandes déceptions de la vie : avec Gawlikowski, il est exclu de l'équipe nationale polonaise pour l'Olympiade d'échecs à Helsinki en tant qu'élément politiquement incertain pour intégrer la deuxième équipe, aux côtés de Kazimierz Plater.

### Entraîneur
Après 1954, Makarczyk apparaît de moins en moins dans les tournois, consacrant son temps à la formation des jeunes. En raison de sa vaste expérience et de ses cours de sport, il est un entraîneur très apprécié. 
En 1961, il reçoit le titre de membre honoraire de la Fédération polonaise des échecs ; il est également un maître honoré des sports.

### Mort
Il meurt à Łódź le 27 mai 1972 et est enterré dans la tombe familiale au cimetière de Powązki à Varsovie.

### Vie privée
Sa femme est Aniela Lubicz-Lipska, une danseuse classique, avec qui ils ont deux fils, Wacław et Tomasz devenu sociologue.

## Personnalité
En tant que joueur d'échecs, il représente un style de jeu mature et positionnel. Il jouit d'une grande autorité, suscitant le respect par sa modestie et ses manières remarquables, ainsi qu'un amour du jeu pur. 

## Postérité
À partir de 1978, l'Association d'échecs de Lodz organise des tournois d'échecs commémoratifs nommés d'après Kazimierz Makarczyk. Après une pause de plusieurs années entre 2000 et 2007, les tournois  Makarczyk reprennent grâce aux efforts du président de l'ŁKS et de la famille de Makarczyk. 